# Mostek MD
Mostek MD (MD) је професионални рачунар фирме Mostek који је почео да се производи у Сједињеним Америчким Државама током 1979. године.
Користио је Z80 микропроцесорску јединицу а RAM меморија рачунара је имала капацитет од 8 KB прошириво до 64 KB. 
Као оперативни систем кориштен је CP/M.

## Детаљни подаци
Детаљнији подаци о рачунару MD су дати у табели испод.
|                       |                                           |
| [ 1 ]                 |                                           |
| Произвођач            |                                           |
| Тип                   | професионални рачунар                     |
| Меморија              | 8 прошириво до 64 KB                      |
| Поријекло             | Сједињене Америчке Државе                 |
| Година                | 1979                                      |
| Тастатура             | зависи од коришћеног видео терминала      |
| Процесор              |                                           |
| Фреквенција процесора | 4                                         |
| RAM                   | 8 прошириво до 64 KB                      |
| ROM                   |                                           |
| Текст                 | 80 знакова x 25 линија                    |
| Графика               |                                           |
| Боја                  |                                           |
| Звук                  | нема звука                                |
| Димензије             | 54 (ширина) x 60 (висина) x 44 (дубина) . |
| Портови               |                                           |
| Оперативни систем     |                                           |